# St. Nikolaus (Arnstein)

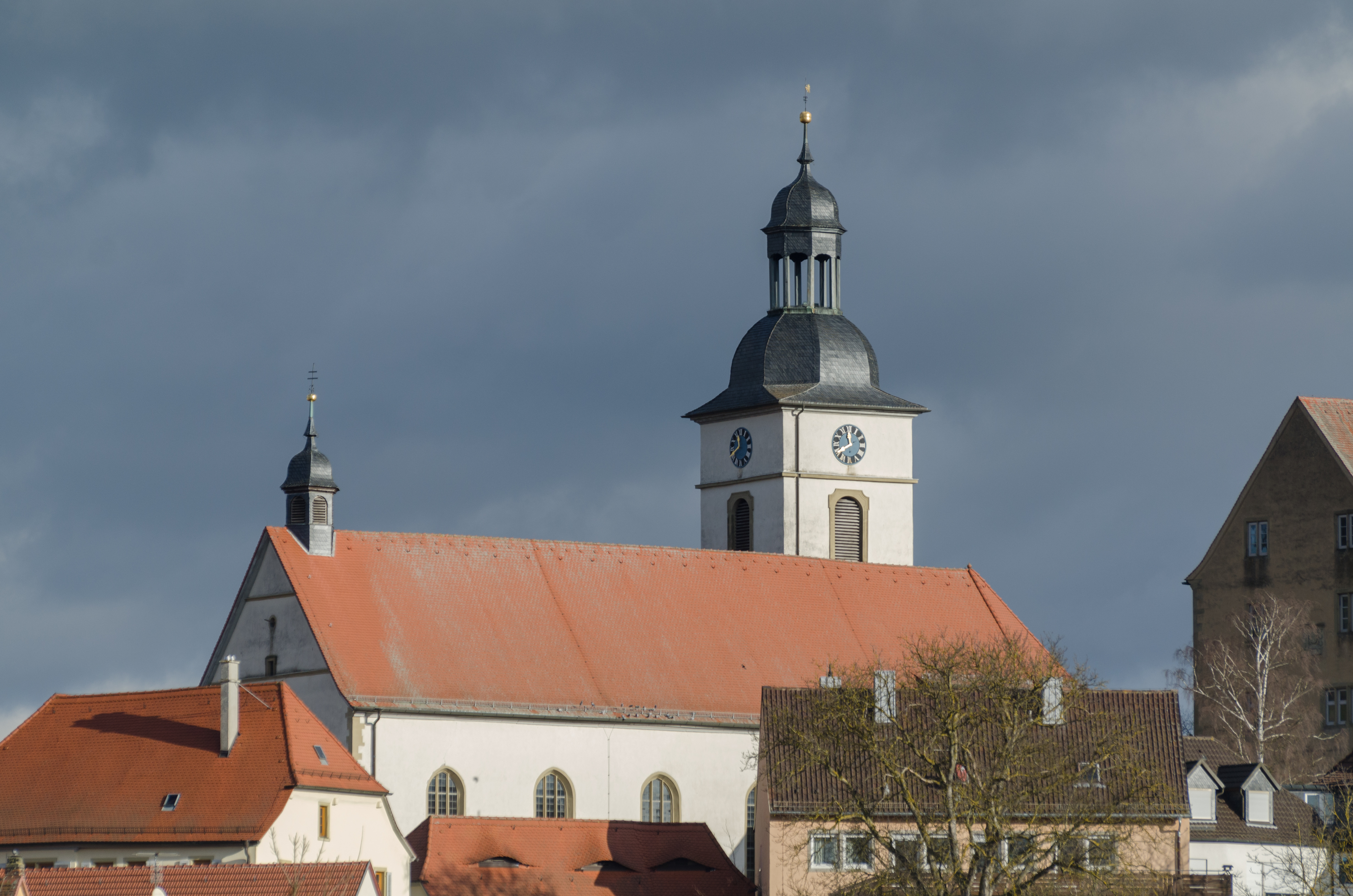
St. Nikolaus (Arnstein)

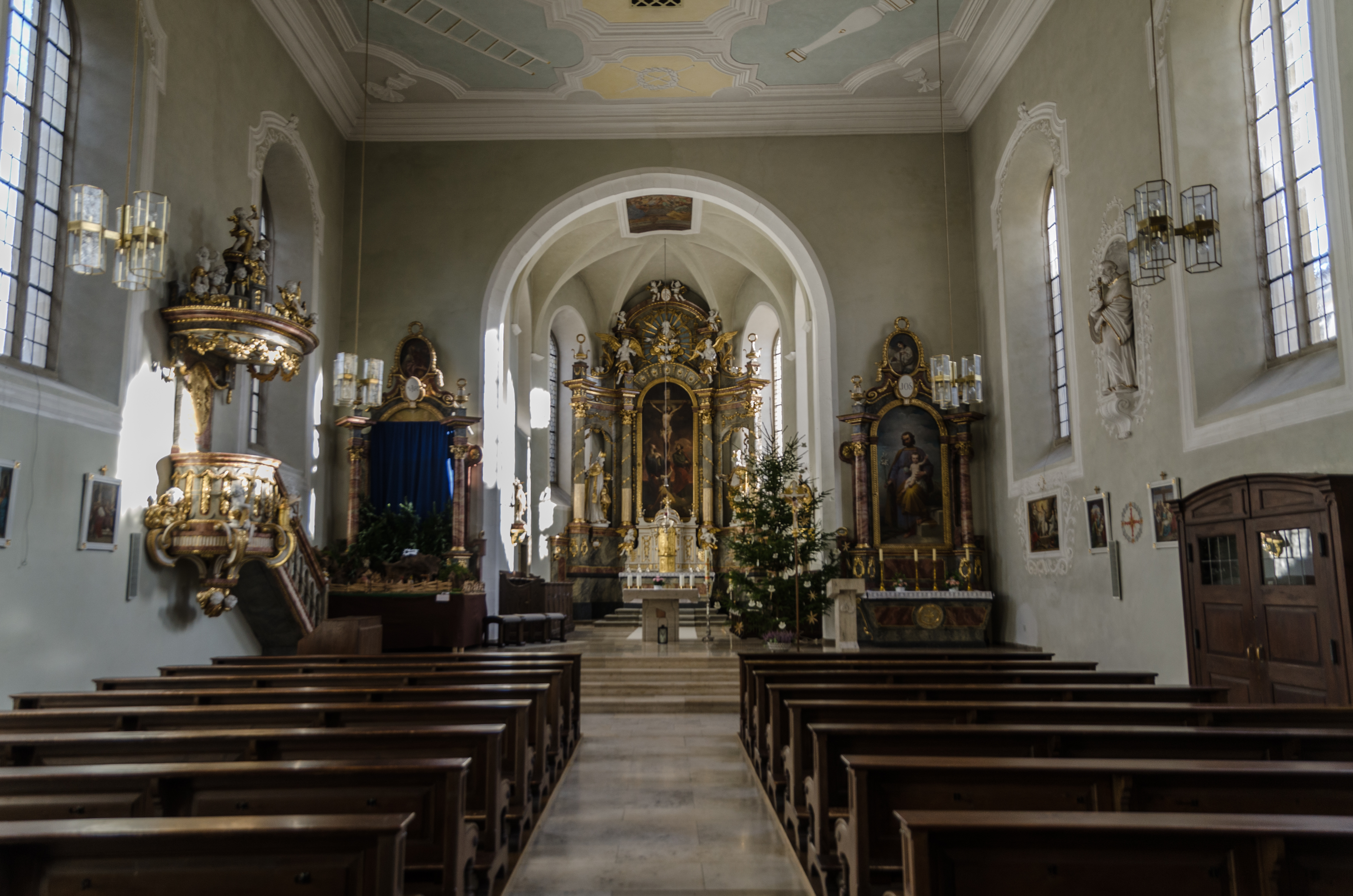
Innenansicht mit Blick zum Chor

Die römisch-katholische Pfarrkirche St. Nikolaus steht in der Stadt Arnstein im Landkreis Main-Spessart (Unterfranken, Bayern). Das denkmalgeschützte Bauwerk ist unter der Denkmalnummer D-6-77-114-15 als Baudenkmal in die Bayerische Denkmalliste eingetragen. Die Kirche gehört zur Pfarreiengemeinschaft Um Maria Sondheim im Dekanat Karlstadt des Bistums Würzburg. Kirchenpatron ist Nikolaus von Myra.

## Beschreibung
Der eingezogene Chor mit 3/8-Schluss im Osten des einschiffigen Langhauses stammt im Kern aus dem 15. Jahrhundert. Das gotische Langhaus wurde 1617 nach Westen verlängert. Der mit einer achtseitigen, geschwungenen Haube mit Laterne bedeckte Kirchturm steht im nordöstlichen Winkel von Langhaus und Chor. Aus dem Satteldach des Langhauses erhebt sich im Westen ein kleiner sechseckiger Dachreiter mit einem Zwiebeltürmchen. Zum Portal führt eine zweiläufige Treppe mit Balustradengeländer.
Der neubarocke Hochaltar und die Kanzel wurden 1906 von Franz Wilhelm Driesler gebaut. Die für die Karmeliterkirche Würzburg von Johann Hofmann 1710 gebaute Orgel wurde 1808 von Johann Kaspar Kirchner nach Arnstein umgesetzt. Sie wurde 1931 durch eine Orgel mit 21 Registern, zwei Manualen und einem Pedal ersetzt, die Willibald Siemann baute.